# Kamionki Jezioro
Kamionki Jezioro – przystanek kolejowy nieopodal Jeziora Kamionkowskiego, w województwie kujawsko-pomorskim, w Polsce.

## Ruch pasażerski
| Rok  | Wymiana pasażerska na dobę |
| ---- | -------------------------- |
| 2017 | 50-99                      |
| 2022 | 50-99                      |